# Kazimierz Dunin-Markiewicz
Kazimierz Graf Dunin-Markiewicz (* 15. März 1874 in Denichowka, Kreis Taraschtscha, Gouvernement Kiew, Russisches Kaiserreich, heute Denychiwka, Rajon Tetijiw, Oblast Kiew, Ukraine; † 2. Dezember 1932 in Warschau) war ein polnischer Porträt-, Genre- und Landschaftsmaler, Theaterregisseur sowie Autor mehrerer Theaterstücke.

## Leben
Dunin-Markiewicz entstammte dem polnischen Landadel. Als Urahn der Familie Dunin gilt ein gewisser Piotr Dunin, der unter König Bolesław III. Schiefmund im 12. Jahrhundert von Dänemark nach Polen ausgewandert sein soll. Die Familie Dunin-Markiewicz stammt ursprünglich aus Kujawy und zog später nach Nowogrodzkie. Sie hatten Besitzungen in der Ukraine (Żywotówka, Jastrzębnice, Różyn). Kazimierz war in erster Ehe mit Jadwiga Neyman († 1899) verheiratet. Aus dieser Ehe ging ein Sohn, Stanisław Dunin-Markiewicz (1896–?) hervor, der möglicherweise als achtjähriger Knabe auf dem Gemälde zu sehen ist.

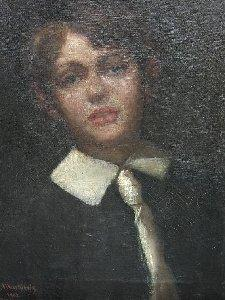
K. Dunin-Markiewicz: Bildnis eines jungen Knaben, Paris 1902

Dunin-Markiewicz studierte ab 1892 zunächst Rechtswissenschaften an der Universität Kiew sowie Malerei an der von Mykola Muraschko gegründeten Kiewer Zeichenschule. Ab 1895 wechselte er an die Kunstakademie nach Paris, wo er sich ausschließlich der bildenden Kunst widmete. Dort lernte er 1899 seine zweite Ehefrau, die irische Freiheitskämpferin Constance Markiewicz, geb. Goore-Booth kennen, die er am 29. September 1900 ehelichte. Aus dieser Ehe ging die gemeinsame Tochter Maeve Alys hervor. Ab 1902 lebten sie in Dublin.
Von seinen Bildern ist der größte Teil in Dublin, einige wenige sind in Polen (Muzeum Narodowe in Krakau, Privatbesitz u. a.) zu sehen. Sein Talent zeigt sich vor allem in den großen Ölporträts der beiden polnischen Präsidenten Józef Piłsudski und Stanisław Wojciechowski. Der Name von Dunin-Markiewicz ist vor allem über seine zweite Ehefrau, Constance Markiewicz, der Nachwelt bekannt geblieben. Gegen Ende seines Lebens war Dunin-Markiewicz für das Amerikanische Konsulat in Warschau sowie als Korrespondent für englische Zeitschriften wie die Londoner Daily News tätig. Ein Werk-Katalog zu seinem literarischen wie auch bildnerischen Schaffen steht noch aus.

## Literarische Werke
- Theaterstücke:
  - Smutna Komedia (Kiew)
  - Memory of the Dead (Dublin 1909) [= Cześć poległym]
  - Powrót z Seymour (Original in englischer Sprache)
  - Dzikie pola (1913)
  - Lilije polne (1916/17)
- Theaterstücke, gemeinsam mit Mieczyslaw Fijalkowski:
  - Sprawa honorowa
  - Miłość czy pięść
- Romane:
  - Przemoc Krwi (1928)
  - W objęciach Melpomeny [1931]

## Bildnerische Werke
- Dublin, Municipal Modern Art Gallery: Inwestytura Orderu (Großbild mit 68 Porträts); Dziewczyna irlandska;
- London, polnische Botschaft: Amour (1900);
- Krakau, Muzeum Narodowe: Józef Piłsudski; Stanisław Wojciechowski;
- Constance in White (1899); Bread (Triptychon)
- Privatbesitz: mehrere Landschaftsgemälde, darunter „Meeresbrandung in Irland“
- Portrait eines Knaben, Paris 1902, Oel auf Leinwand, 19×15 inches
- Der geheimnisvolle Wald und ein Frauemporträt waren in Krakau ausgestellt[1]

## Ikonographie
- Zahlreiche Photographien zu seiner Person sind in der Sekundärliteratur sowie in Büchern zu Constance Markiewicz zu finden
- Gemälde: Bolesles Szańkowski: à mon ami C. de M. (K. Dunin-Markiewicz in Husarenuniform).